# 塔姆斯韋格
塔姆斯韋格（德語：Tamsweg，德語發音：[ˈtamsˌveːk] ⓘ）是奧地利薩爾茨堡州的市镇，位於該國中部，面積117.36平方公里，海拔高度1,022米，2012年人口5,661，其中八成居民信奉羅馬天主教。